# John Pickard
John Pickard född 12 oktober 1858 i Concord, New Hampshire, död 25 november 1937, var en amerikansk professor främst i konsthistoria, grekiska och (klassisk) arkeologi vid University of Missouri.
Vid University of Missouri var han den första ordföranden för Institutionen för konsthistoria och arkeologi, och förvärvade och utvecklade det som skulle bli Museum of Art and Archaeology. Hans tjänstgöring vid skolan varade i över 40 år.

## Studier och professor vid University of Missouri
John Pickard avlade två examina vid Dartmouth College 1883 och 1886. Pickard studerade sedan flera olika ämnen i Europa, i Rom, Aten, Leipzig, München och Berlin. Han disputerade i München 1892. Samma år blev Pickard assisterande professor i grekiska vid University of Missouri. Han blev senare den första ordföranden för institutionen för konsthistoria och arkeologi. Vid University of Missouri började de båda professorerna Miller och Pickard samla in material för undervisning i arkeologi och konsthistoria. De köpte in diabilder, fotografier, oljekopior av målningar och gipsavgjutningar av antika grekiska och romerska skulpturer samt reliefer och arkitektoniska komponenter. Pickard köpte gipsavgjutningarna i Europa 1896 och 1902. De båda förvärvade också originalkonstverk och museets samling omfattade på 2000-talet över hundra originalverk. Flinders Petrie, den brittiske egyptologen var vän med Pickard, och han bidrog med fyra av dessa konstverk. Samlingen kallades Museum of Classical Archaeology and History of Art enligt 1895–1896 års upplaga av Savitar, universitetets årsbok. Byggnaden Pickard Hall på David R. Francis Quadrangle inhyser museet som Pickard grundade. Efter 37 år blev han emiritus 1929. Några av hans efterlämnade papper förvaras på Archives of American Art. Även Missouri universitet har efterlämnade handlingar. John Pritchard biografi skildras utförligt av universitetet i The Missouri Alumnus den 2-5 juni 1929 då han blev emiritus. .

## Andra intressen

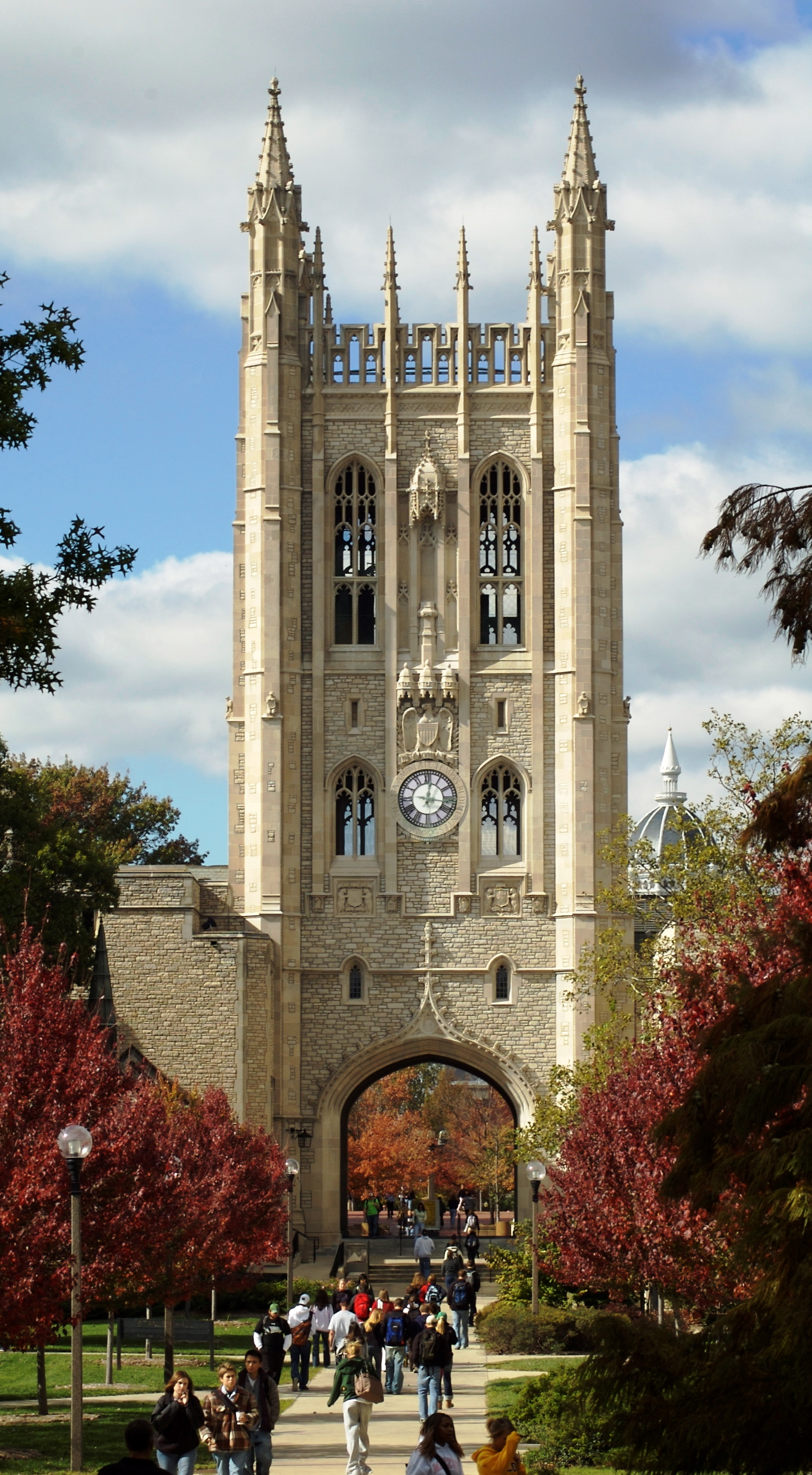
Pickard var huvudansvarig för byggandet av Memorial Union vid University of Missouri.

Pickard var den främsta förespråkaren bakom och till stor del ansvarig för byggandet av Memorial Student Union vid University of Missouri. Han tjänstgjorde i Missouri State Capitol Decoration Committee i början av 1900-talet. Hans insatser finns bevarade i arkitektur, skulptur, målningar och glasmålningar i Capitol. Som ordförande för Missouri State Capitol Decoration Committee övervakade Pickard skapandet av Capitols arkitektur. Efter att byggnaden var färdig 1929 skrev han boken The State Capitol of Missouri: A Description of Its Construction and Decorations. Han var också aktiv frimurare.